# Типове проєктування
Типове проєктування — розробка однотипних проєктів будівель, конструкцій, споруд, деталей та інших виробів, призначених для серійного будівництва або виробництва. Система розробки (в основному) будівельних проєктів призначені для багаторазової реалізації в подальшому будівництві. Технологія застосовується зокрема в будівництві житлових, промислових будівель та масових типів громадських будівель.

## Історія типового проєктування

### XVIII століття
Проєктування забудови Адміралтейського острова в С. Петербурзі, Переведенскіх слобід і Коломни планувало використання однотипних будівель.

### XX століття
На початку XX століття потреба в типових проєктах сильно зросла. Особливо це стосувалося сфери промисловості, транспорту
- Проєкт Василеостровського трамвайного парку зведеного з 1905 по 1908 рр.. в Петербурзі став першим великим типовим проєктом у сфері міського транспортного господарства Росії.

Ще в 1930-ті роки в СРСР в житловому, цивільному та промисловому будівництві робився акцент на спорудженні за типовими проєктами, на основі індустріальних методів. 1935 року Микита Хрущов наголосив про необхідність індустріалізації будівництва й зниження його вартості, зокрема і шляхом переведення виробництва будівельних конструкцій і деталей на промисловий потік. Ці ж думки він повторив 1945 року у промові про відновлення міст після Німецько-радянської війни. 
22 вересня 1955 р. ЦК КПУ і Рада Міністрів УРСР прийняли постанову «Про усунення надмірностей в проєктуванні і будівництві». Згідно з постановою ЦК КПУ і Ради Міністрів УРСР від 22 вересня 1955 р. будівництво житлових і культурно-побутових будинків повинно було здійснюватися тільки за типовими проєктами, за індивідуальними – лише в окремих випадках за дозволом Держбуду УРСР, а в Києві – Київського міськвиконкому. 4 листопада така ж постанова була прийнята ЦК КПРС і Радою Міністрів СРСР. Зокрема були створені типові проєкти житлових будинків у 2-5 поверхів, шкіл на 280, 400, 880 учнів, лікарень на 100, 200, 300, 400 місць, дитячих закладів, крамниць, готелів і підприємств громадського харчування, кінотеатрів, санаторіїв, будинків відпочинку. Щоб сконцентрувати зусилля різних організацій у розробці типових проєктів було створено Державний центральний інститут з розробки типових проєктів житлових і громадських будинків. Такий підхід дозволив заощадити певні кошти, значно розширити й прискорити будівництво, але водночас поклав початок типовій одноманітності міст і будинків. Типове проєктування міст країни за радянських часів привело до втрати ними «свого обличчя», історичних національних традицій містобудівництва.

## Приклади типового проєктування
З 1953 по 1975 в Україні, РРФСР та інших республіках під керівництвом Йосипа Кракіса спільно з колективом співробітників було розроблено понад 40 типових проєктів загальноосвітніх шкіл різної місткості, шкіл-інтернатів та музичних шкіл, за якими побудовано більше чотирьох тисяч будинків. До цих проєктів відносяться такі:
| Номер проєкту | Опис проєкту | Року реалізації                                        | Місце споруди                                                                                | Кількість побудованих будівель               |
| --- | --- | ------------------------------------------------------ | -------------------------------------------------------------------------------------------- | -------------------------------------------- |
| ТП № 2-02-19, 2-02-20, 2-02-24, 2-02-25.                                                                                    | Типові проєкти будівель шкіл на 280 і 400 учнів                                                                                            | 1953–1954 рр.                                          | Будівництво здійснювалося головним чином в УРСР, частково в РРФСР та інших республіках СРСР. | Всього побудовано понад 600 будівель         |
| ТП № 2-02-73 — на 920 учнів, ТП № 2-02-73/II — на 960 учнів, ТП № 2-02-520 — на 520 учнів, ТП № 2-02-560 / 8 — на 560 учнів | Типові проєкти середньоосвітніх шкіл. Розроблено на основі конкурсного проєкту, що отримав на Всесоюзному конкурсі в 1956 р. першу премію. | 1957–1963 рр.                                          | Будівництво здійснювалося головним чином в УРСР, частково в РРФСР та інших республіках СРСР. | Всього побудовано понад 3000 шкіл.           |
| ТП № 2-02-99, 2-02-240, 2-02-330                                                                                            | Школи-інтернати на 240, 330, 660 вихованців                                                                                                | Розробка 1957–1958 рр.., Будівництво — в 1958—1963 рр. | .                                                                                            | Збудовано близько 250 будівель.              |
| ТП № 2-02-960 у, 2-02-964 у (1280—1320), 2-02-536 у, 2-02-320                                                               | Серія типових проєктів одинадцятирічних загальноосвітніх шкільних будівель,                                                                | Розробка 1960–1961 рр.. Будівництво з 1961 р.          | .                                                                                            | Побудовано понад 500 будинків (на 2002 рік). |
| ТП № 2-02-960 у, 2-02-964 у (1280—1320), 2-02-536 у, 2-02-320                                                               | Типовий проєкт музичної школи на 300 учнів                                                                                                 | Розробка 1960 р. Будівництво в 1961–1963 рр.           | Здійснено в Чернігові, Дніпропетровську, Полтаві та інших містах в 1961–1963 рр.             | .                                            |